# Морріс Берґ
Морріс «Мо» Берґ (англ. Morris Berg, 2 березня 1902, Нью-Йорк — 29 травня 1972, Belleville, штат Нью-Джерсі
) — американський бейсболіст-кетчер та тренер Головної баскетбольної ліги, який став співробітником-шпигуном Управління стратегічних служб під час Другої світової війни. Чемпіон Американської ліги (1933). Він зіграв 15 сезонів у вищій лізі, грав за чотири команди. Берґ завжди був середнім гравцем, якого зазвичай використовували як запасного кетчера: він більше відомий як «розумний хлопець в бейсболці», ніж бейсболіст у полі. Бейсболіст Кейсі Стенґель (англ. Casey Stengel) якось назвав Берґа «найбільш дивною людиною, яка коли-небудь грала в бейсбол» (англ. "the strangest man ever to play baseball").
Випускник Принстонського університету та Колумбійської школи права, Берґ розмовляв багатьма мовами та читав близько 10 газет щодня. Він мав гарну репутацію через успішні виступи як учасник радіовікторини Information Please, в якій він відповідав на питання про етиміологію слів та імен з грецької та латинської мов, історичні події в Європі та на Далекому Сході, також про поточні міжнародні події.
Будучи агентом США, відправився в Югославію для збирання інформації про групи Опору, підтримку котрих розглядали США. Після цього був відправлений в Італію, де зустрічався з різними науковцями, включно з відомим аеродинаміком Антоніо Феррі, фізиками, які працювали в німецькій ядерній програмі.
Після закінчення війни певний час працював в організації-правонаступниці Управління стратегічних служб, Центральному розвідувальному управлінні, але до середини 1950-х років став безробітним. Останні десятиріччя свого життя він провів без роботи, мешкав зі своїми братами та сестрами.
2018 року вийшов у показ фільм «Шпигунська гра» про життя Мо Берґа, роль Морріса зіграв актор Пол Радд.